# Brachycephalus rotenbergae
Brachycephalus rotenbergae é uma espécie de anfíbio da família Brachycephalidae.
É endêmica do Brasil, com distribuição geográfica restrita à Serra da Mantiqueira no distrito de São Francisco Xavier, no município de São José dos Campos, estado de São Paulo.

## Galeria
- Um macho vocalizando

Fluorescência nas costas